# Oostelijke bosbladspeurder
De oostelijke bosbladspeurder (Automolus subulatus) is een zangvogel uit de familie Furnariidae (ovenvogels).

## Verspreiding en leefgebied
Deze soort telt twee ondersoorten:
- A. s. lemae: het zuidelijke deel van Centraal-en zuidoostelijk Venezuela.
- A. s. subulatus: zuidoostelijk Colombia, westelijk Brazilië en noordelijk Bolivia.